# かわのいちろう
かわのいちろう（1971年 - ）は、日本の漫画家、イラストレーター。主に時代劇漫画を中心的に描いている。京都芸術大学の漫画学科で教授を担当している。現在、村上もとかと共同作画で『侠医冬馬』を連載中。また、ポプラ社などで伝記漫画の作画をしている。

## 経歴
1971年:大分県に生まれる。
1990年:熊本へ行き、大学に進学する。
1994年:国立熊本大学文学部史学科卒業。(株)熊本ゼミナール入社。
1996年:マンガ賞での佳作受賞を機に上京し、モックプロダクション入社。
1998年:漫画家「かわのいちろう」として独立。

## 作品リスト

### 漫画

#### 単行本
- 隠密剣士（協力:宣弘企画）（全6巻）
- 隠密剣士 甲賀五忍衆の章（協力:宣弘企画）
- 隠密剣士 風摩一族の章（協力:宣弘企画）
- 赤鴉〜セキア〜（改題:『赤鴉〜セキア〜 隠密異国御用』）（全3巻）
  1. （題名なし）
  2. 薩摩抜荷編
  3. 皇帝ナポレオン編
- 異国隠密戦隊セキア（全3巻）
  1. イギリス艦来襲編
  2. 唐人貿易編
  3. ナポレオンのスパイ編
- 忍歌 SHINOBIUTA（全2巻）
- 忍歌スペシャル
- 土竜の剣（原作:狩野梓）（既刊1巻）
- 信長戦記（合戦考証:藤原京）（全6巻）
  1. 桶狭間の合戦 編
  2. 美濃攻略 編
  3. 神箆口合戦 編
  4. 上洛戦 編
  5. 金ヶ崎の退き口 編
  6. 姉川の合戦 編
- 信長戦記 SHINCHOU SENKI（合戦考証:藤原京）（全2巻）
  1. 桶狭間の合戦〜美濃攻略
  2. 神箆口合戦〜上洛戦
- 信長戦記（合戦考証:藤原京）（全3巻）
  1. 天下布武への道
  2. 乱世に選ばれし男
  3. 運命に挑む戦い
- 信長戦記（合戦考証:藤原京）（全2巻）
  1. 織田信長×今川義元 決着、桶狭間の戦い‼︎ 信長戦記【上】
  2. 織田信長絶体絶命‼︎決死の撤退戦、金ヶ崎の退き口 信長戦記【下】
- 戦国SAGA 風魔風神伝（原作:宮本昌孝、キャラクターデザイン・監修:村上もとか）（全5巻）
- 英雄三国志（原作:柴田錬三郎）
  - 巻之3 劉備、軍師孔明を得る！！編
  - 巻之4 赤壁、そして三国時代編
- 後藤又兵衛〜黒田官兵衛に最も愛された男〜（全2巻）
- 舞将 真田幸村 忍び之章 - 『バイラリン』の1 - 5話を連載。
- 奮戦！真田丸 真田幸村 大坂の陣に舞う!! - 『バイラリン』の1 - 9話(全話)を連載。
- 真田幸村 その男、日本一の兵!! - 『奮戦！真田丸』を再編集して連載。
- 週刊マンガ日本史 乃木希典 旅順要塞を攻略せよ！（監修:河合敦、山口正、シナリオ:高木淳）
- コミック版日本の歴史53 戦国人物伝 本多忠勝（企画・構成・監修:加来耕三、原作:井手窪剛）
- コミック版日本の歴史59 戦国人物伝 上杉謙信（企画・構成・監修:加来耕三、原作:水谷俊樹）
- コミック版日本の歴史63 幕末・維新人物伝 小松帯刀（企画・構成・監修:加来耕三、原作:静霞薫）
- コミック版世界の伝記42 嘉納治五郎（監修:加来耕三、原作:しずかかおる（静霞薫））
- コミック版日本の歴史69 戦国人物伝 大友宗麟（企画・構成・監修:加来耕三、原作:静霞薫）
- マンガで見る 決戦！日本史 明智光秀と本能寺の変（監修:加来耕三、原作:月川明大）
- 初代 伊藤忠兵衛 伊藤忠商事・丸紅の創業者（監修:宇佐美英機、編著:紅忠株式会社）
- 鬼神の影法師（原作:木村純子）

#### 連載作品
- 隠密剣士 - 『漫画時代劇ファン』に連載。全6巻に単行本化。
- 赤鴉〜セキア〜 - 『コミック乱』に連載。全3巻に単行本化。
- 忍歌 - 『週刊漫画ゴラク』に連載。全2巻に単行本化。
- 信長戦記 - 『コミック乱』に連載。全6巻に単行本化。詳しくは信長戦記(単行本)。
- 戦国SAGA 風魔風神伝 - 『月刊ヒーローズ』に連載。全5巻に単行本化。
- 後藤又兵衛 - 『コミック乱ツインズ 戦国武将列伝』に連載。『後藤又兵衛〜黒田官兵衛に最も愛された男〜』として全2巻に単行本化。
- バイラリン〜真田幸村伝〜 - 『コミック乱ツインズ 戦国武将列伝』に連載。『舞将 真田幸村 忍び之章』、『奮戦！真田丸』、『真田幸村 その男、日本一の兵!!』として単行本化。
- 聖徳太子vs煬帝 遣隋使〜大国への挑戦〜 - 『まんがヒーロー列伝 日本の歴史ライバル対決』（監修:田代脩）の1話として連載。

#### 読切作品
- 鉄海先生とギン少年

#### 挿絵・短編漫画
- ワールドビジネスサテライト イノベンチャーズ列伝 ほとんどの会社はAI企業になる！？ - 漫画を担当。
- しくじりの黒歴史 - 本文に添えて1人の人物につき1ページの漫画を担当。担当漫画は、『織田信長』、『真田幸村』、『坂本龍馬』、『徳川家康』、『松永久秀』、『武田勝頼』、『前田利家』、『石田三成』、『井伊直政』、『吉田松陰』、『西郷隆盛』。

#### 電子書籍限定作品
- 忍者歌丸 - 『忍歌』と同様の内容。
  - 前編
  - 後編
- 大坂の陣武将列伝 - 1 - 2巻は『後藤又兵衛〜黒田官兵衛に最も愛された男〜』3 - 4巻は『バイラリン』と同様の内容。
  1. 後藤又兵衛 前編
  2. 後藤又兵衛 後編
  3. 真田幸村 前編
  4. 真田幸村 後編

#### 作画協力作品
- 侠医冬馬（作画:村上もとか） - 小道具などの作画に協力している。

### イラストレーション
- NEXCO中日本の逆走防止ポスター
- 山崎菅原神社の絵馬
- マンガ太平記 新装版 上巻 - カバーイラストを担当。
- マンガ太平記 新装版 下巻 - カバーイラストを担当。
- マンガ古事記 新装版 神話篇 - カバーイラストを担当。
- マンガ古事記 新装版 伝承篇 - カバーイラストを担当。
- マンガ平家物語 新装版 清盛篇 - カバーイラストを担当。
- マンガ平家物語 新装版 鎮魂篇 - カバーイラストを担当。
- マンガ今昔物語集 新装版 - カバーイラストを担当。
- マンガ雨月物語 新装版 - カバーイラストを担当。
- 戦国RPG 戦国修羅SOUL - 根津甚八の作画を担当。